# خوسيه لويز فييرا
خوسيه لويز فييرا (José Luiz Vieira)، لاعب كرة يد متقاعد من البرازيل. ولد في 22 أغسطس 1959. وقد شارك في الألعاب الأولمبية الصيفية 1992.